# Bob Neuwirth
Bob Neuwirth, all'anagrafe Robert (Akron, 20 giugno 1939 – Santa Monica, 18 maggio 2022), è stato un cantautore, chitarrista e produttore discografico statunitense.

## Biografia
Come artista visuale specializzato in dipinti a pastello e opere a collage, ha avuto come modella Edie Sedgwick, mentre come musicista ha collaborato con vari artisti fra cui John Cale.
Conosciuto soprattutto per la sua amicizia e frequentazione con Bob Dylan, per il quale organizzò il gruppo di musicisti che doveva dar vita alla carovana itinerante della Rolling Thunder Revue, attiva fra l'autunno 1975 e la primavera 1976, è stato una delle figure principali della scena folk di Cambridge nei primi anni sessanta.
La sua prima collaborazione con Bob Dylan è documentata nel film documentario scritto e diretto nel 1967 da D.A. Pennebaker Dont Look Back, servito per documentare la tournée in Inghilterra del 1965.
Sempre con Dylan è apparso poi nel film Renaldo and Clara, realizzato in occasione del tour della Rolling Thunder Revue.
È accreditato negli album discografici di Bob Dylan Desire e The Bootleg Series Vol. 5: Bob Dylan Live 1975, The Rolling Thunder Revue e nel documentario di Martin Scorsese No Direction Home: Bob Dylan.
Con Janis Joplin e con il poeta Michael McClure, Neuwirth ha poi scritto la canzone Mercedes Benz che fu pubblicata poco prima della morte di Janis, il 1º ottobre 1970. Fu lui a presentare Kris Kristofferson a Janis Joplin. Joplin e Kristofferson ebbero una breve storia d'amore durante la quale la cantante registrò una famosa cover del brano del cantautore Me and Bobby McGee registrata il 25 settembre 1970.
È deceduto all'età di 82 anni la sera del 18 maggio 2022 a causa di un'insufficienza cardiaca.

## Discografia

### Album
- Bob Neuwirth (1974)
- Back to the Front (1988)
- 99 Monkeys (1990)
- Last Day on Earth (1994, inciso con John Cale)
- Look Up (1996)
- Havana Midnight (1999)

### Altre partecipazioni
- The Band of Blacky Ranchette – Still Lookin' Good to Me (Thrill Jockey Records|Thrill Jockey, 2003)